# 9298 Geake
Geake (asteróide 9298) é um asteróide da cintura principal, a 1,800346 UA. Possui uma excentricidade de 0,2996564 e um período orbital de 1 505,42 dias (4,12 anos).
Geake tem uma velocidade orbital média de 18,57677662 km/s e uma inclinação de 12,10376º.
Este asteróide foi descoberto em 15 de Maio de 1985 por Edward Bowell.